# CEV Champions League 2009–2010 (damer)
CEV Champions League 2009-2010 pågick mellan 1 september 2009 och 4 april 2010. Det var den 50:e upplagan av tävlingen och 16 klubblag från CEV:s medlemsförbund. Finalspelet genomfördes i Cannes, Frankrike. Volley Bergamo vann tävlingen för sjunde gången genom att vinna över Fenerbahçe SK i finalen. Francesca Piccinini utsågs till mest värdefulla spelare medan Jekaterina Gamova var främsta poängvinnare.

## Kvalificering
För varje förbund fick skicka ett visst antal klubbar baserats på landets ranking poäng. Det maximala antalet lag för varje medlemsförbund. Baserat på ranking fick förbunden skicka ett antal lag enligt nedanstående:
- Position 1 ( Italien): 3 lag
- Position 2-4 ( Ryssland,  Frankrike,  Polen): 2 lag
- Position 5-7 ( Turkiet,  Kroatien,  Rumänien): 1 lag

De delades även ut wild cards, dessa tilldelades Ryssland, Polen, Turkiet och Tjeckien som fick skicka ett lag mer än vad som annars skulle varit tillåtet.

## Deltagande lag
| - VK Universitet-Technolog - Volley Bergamo - BKS Stal Bielsko-Biała - RC Cannes - MKS Dąbrowa Górnicza - CSU Metal Galați - Fenerbahçe SK - Vakıfbank GS | - ZHVK Dinamo Moskva - ASPTT Mulhouse - MKS Muszyna - Asystel Volley - VK Zaretje Odintsovo - Robursport Volley Pesaro - VK Prostějov - ŽOK Rijeka |

## Gruppspelsfasen

### Grupper
| Grupp A                                                      | Grupp B                                                                   | Grupp C                                                              | Grupp D                                                          |
| ------------------------------------------------------------ | ------------------------------------------------------------------------- | -------------------------------------------------------------------- | ---------------------------------------------------------------- |
| VK Universitet-Technolog Volley Bergamo RC Cannes ŽOK Rijeka | MKS Dąbrowa Górnicza Vakıfbank GS ASPTT Mulhouse Robursport Volley Pesaro | BKS Stal Bielsko-Biała ZHVK Dinamo Moskva Fenerbahçe SK VK Prostějov | CSU Metal Galați MKS Muszyna Asystel Volley VK Zaretje Odintsovo |

### Grupp A

#### Resultat
| Datum    | Mellan                                    | Resultat | Set   | Set   | Set   | Set   | Set   | Poäng totalt | Speltid | Åskådare |
| Datum    | Mellan                                    | Resultat | 1     | 2     | 3     | 4     | 5     | Poäng totalt | Speltid | Åskådare |
| -------- | ----------------------------------------- | -------- | ----- | ----- | ----- | ----- | ----- | ------------ | ------- | -------- |
| 01-12-09 | VK Universitet-Technolog - RC Cannes      | 0 - 3    | 21:25 | 17:25 | 20:25 |       |       | 58 - 75      | 1h:11   | 4.000    |
| 03-12-09 | ŽOK Rijeka - Volley Bergamo               | 0 - 3    | 16:25 | 11:25 | 24:26 |       |       | 51 - 76      | 1h:07   | 950      |
| 08-12-09 | Volley Bergamo - VK Universitet-Technolog | 3 - 2    | 18:25 | 23:25 | 25:22 | 25:11 | 15:5  | 106 - 88     | 1h:45   | 1.000    |
| 09-12-09 | RC Cannes - ŽOK Rijeka                    | 3 - 0    | 25:12 | 25:16 | 25:20 |       |       | 75 - 48      | 1h:10   | 2.500    |
| 16-12-09 | VK Universitet-Technolog - ŽOK Rijeka     | 3 - 0    | 25:15 | 25:21 | 25:11 |       |       | 75 - 47      | 1h:07   | 3.600    |
| 17-12-09 | RC Cannes - Volley Bergamo                | 3 - 1    | 25:19 | 18:25 | 25:14 | 25:7  |       | 93 - 65      | 1h:34   | 3.500    |
| 06-01-10 | Volley Bergamo - RC Cannes                | 3 - 1    | 25:10 | 25:22 | 18:25 | 25:20 |       | 93 - 77      | 1h:40   | 1.400    |
| 07-01-10 | ŽOK Rijeka - VK Universitet-Technolog     | 2 - 3    | 18:25 | 16:25 | 25:15 | 25:23 | 11:15 | 95 - 103     | 2h:01   | 900      |
| 12-01-10 | ŽOK Rijeka - RC Cannes                    | 0 - 3    | 22:25 | 17:25 | 28:30 |       |       | 67 - 80      | 1h:22   | 1.200    |
| 13-01-10 | VK Universitet-Technolog - Volley Bergamo | 3 - 1    | 25:22 | 25:23 | 20:25 | 25:20 |       | 95 - 90      | 1h:47   | 4.000    |
| 19-01-10 | Volley Bergamo - ŽOK Rijeka               | 3 - 0    | 25:19 | 25:18 | 25:17 |       |       | 75 - 54      | 1h:09   | 1.000    |
| 19-01-10 | RC Cannes - VK Universitet-Technolog      | 3 - 0    | 25:16 | 25:17 | 25:13 |       |       | 75 - 46      | 1h:11   | 3.200    |

#### Sluttabell
| Pos | Lag                      | Poäng | Matcher | Matcher | Matcher   | Set   | Set       | Kvot  | Poäng | Poäng     | Kvot  |
| Pos | Lag                      | Poäng | Spelade | Vunna   | Förlorade | Vunna | Förlorade | Kvot  | Vunna | Förlorade | Kvot  |
| --- | ------------------------ | ----- | ------- | ------- | --------- | ----- | --------- | ----- | ----- | --------- | ----- |
| 1   | RC Cannes                | 11    | 6       | 5       | 1         | 16    | 4         | 4.000 | 475   | 377       | 1.260 |
| 2   | Volley Bergamo           | 10    | 6       | 4       | 2         | 14    | 9         | 1.556 | 505   | 458       | 1.103 |
| 3   | VK Universitet-Technolog | 9     | 6       | 3       | 3         | 11    | 12        | 0.917 | 465   | 488       | 0.953 |
| 4   | ŽOK Rijeka               | 6     | 6       | 0       | 6         | 2     | 18        | 0.111 | 362   | 484       | 0.748 |

### Grupp B

#### Resultat
| Datum    | Mellan                                          | Resultat | Set   | Set   | Set   | Set   | Set   | Poäng totalt | Speltid | Åskådare |
| Datum    | Mellan                                          | Resultat | 1     | 2     | 3     | 4     | 5     | Poäng totalt | Speltid | Åskådare |
| -------- | ----------------------------------------------- | -------- | ----- | ----- | ----- | ----- | ----- | ------------ | ------- | -------- |
| 03-12-09 | Robursport Volley Pesaro - MKS Dąbrowa Górnicza | 3 - 0    | 25:21 | 25:12 | 25:19 |       |       | 75 - 52      | 1h:09   | 1.000    |
| 03-12-09 | ASPTT Mulhouse - Vakıfbank GS                   | 0 - 3    | 24:26 | 22:25 | 20:25 |       |       | 66 - 76      | 1h:19   | 3.000    |
| 08-12-09 | MKS Dąbrowa Górnicza - ASPTT Mulhouse           | 3 - 0    | 25:14 | 25:17 | 25:23 |       |       | 75 - 54      | 1h:20   | 3.000    |
| 10-12-09 | Vakıfbank GS - Robursport Volley Pesaro         | 3 - 2    | 22:25 | 22:25 | 25:19 | 25:17 | 15:13 | 109 - 99     | 2h:06   | 370      |
| 15-12-09 | MKS Dąbrowa Górnicza - Vakıfbank GS             | 0 - 3    | 12:25 | 18:25 | 16:25 |       |       | 46 - 75      | 1h:04   | 2.000    |
| 17-12-09 | Robursport Volley Pesaro - ASPTT Mulhouse       | 3 - 0    | 25:13 | 25:17 | 25:22 |       |       | 75 - 52      | 1h:14   | 930      |
| 05-01-10 | ASPTT Mulhouse - Robursport Volley Pesaro       | 0 - 3    | 16:25 | 15:25 | 18:25 |       |       | 49 - 75      | 1h:10   | 2.000    |
| 06-01-10 | Vakıfbank GS - MKS Dąbrowa Górnicza             | 3 - 0    | 25:22 | 25:20 | 25:18 |       |       | 75 - 60      | 1h:19   | 512      |
| 13-01-10 | ASPTT Mulhouse - MKS Dąbrowa Górnicza           | 1 - 3    | 14:25 | 23:25 | 25:19 | 13:25 |       | 75 - 94      | 1h:39   | 1.200    |
| 14-01-10 | Robursport Volley Pesaro - Vakıfbank GS         | 3 - 2    | 25:18 | 25:23 | 13:25 | 21:25 | 15:8  | 99 - 99      | 1h:59   | 1.200    |
| 19-01-10 | Vakıfbank GS - ASPTT Mulhouse                   | 3 - 1    | 22:25 | 25:19 | 25:10 | 25:20 |       | 97 - 74      | 1h:41   | 550      |
| 19-01-10 | MKS Dąbrowa Górnicza - Robursport Volley Pesaro | 0 - 3    | 23:25 | 21:25 | 19:25 |       |       | 63 - 75      | 1h:20   | 2.700    |

#### Sluttabell
| Pos | Lag                      | Poäng | Matcher | Matcher | Matcher   | Set   | Set       | Kvot  | Poäng | Poäng     | Kvot  |
| Pos | Lag                      | Poäng | Spelade | Vunna   | Förlorade | Vunna | Förlorade | Kvot  | Vunna | Förlorade | Kvot  |
| --- | ------------------------ | ----- | ------- | ------- | --------- | ----- | --------- | ----- | ----- | --------- | ----- |
| 1   | Robursport Volley Pesaro | 11    | 6       | 5       | 1         | 17    | 5         | 3.400 | 498   | 424       | 1.175 |
| 2   | Vakıfbank GS             | 11    | 6       | 5       | 1         | 17    | 6         | 2.833 | 531   | 444       | 1.196 |
| 3   | MKS Dąbrowa Górnicza     | 8     | 6       | 2       | 4         | 6     | 13        | 0.462 | 390   | 429       | 0.909 |
| 4   | ASPTT Mulhouse           | 6     | 6       | 0       | 6         | 2     | 18        | 0.111 | 370   | 492       | 0.752 |

### Grupp C

#### Resultat
| Datum    | Mellan                                      | Resultat | Set   | Set   | Set   | Set   | Set   | Poäng totalt | Speltid | Åskådare |
| Datum    | Mellan                                      | Resultat | 1     | 2     | 3     | 4     | 5     | Poäng totalt | Speltid | Åskådare |
| -------- | ------------------------------------------- | -------- | ----- | ----- | ----- | ----- | ----- | ------------ | ------- | -------- |
| 01-12-09 | Fenerbahçe SK - VK Prostějov                | 3 - 0    | 25:18 | 25:11 | 25:21 |       |       | 75 - 50      | 1:16    | 1.050    |
| 03-12-09 | BKS Stal Bielsko-Biała - ZHVK Dinamo Moskva | 2 - 3    | 25:20 | 26:28 | 25:15 | 24:26 | 11:15 | 111 - 104    | 2h:13   | 1.300    |
| 09-12-09 | ZHVK Dinamo Moskva - Fenerbahçe SK          | 0 - 3    | 23:25 | 20:25 | 14:25 |       |       | 57 - 75      | 1h:13   | 2.020    |
| 09-12-09 | VK Prostějov - BKS Stal Bielsko-Biała       | 3 - 2    | 18:25 | 25:18 | 21:25 | 27:25 | 15:10 | 106 - 103    | 1h:54   | 1.800    |
| 15-12-09 | VK Prostějov - ZHVK Dinamo Moskva           | 1 - 3    | 17:25 | 20:25 | 25:19 | 27:29 | 1h:36 | 89 - 98      | 1h:45   | 1.900    |
| 17-12-09 | Fenerbahçe SK - BKS Stal Bielsko-Biała      | 3 - 0    | 25:22 | 25:18 | 25:19 |       |       | 75 - 59      | 1h:20   | 1.200    |
| 05-01-10 | BKS Stal Bielsko-Biała - Fenerbahçe SK      | 0 - 3    | 19:25 | 21:25 | 17:25 |       |       | 57 - 75      | 1h:17   | 1.100    |
| 06-01-10 | ZHVK Dinamo Moskva - VK Prostějov           | 3 - 1    | 27:25 | 19:25 | 25:13 | 25:19 |       | 96 - 82      | 1h:40   | 1.500    |
| 12-01-10 | BKS Stal Bielsko-Biała - VK Prostějov       | 2 - 3    | 25:20 | 25:19 | 22:25 | 15:25 | 7:15  | 94 - 104     | 1h:58   | 1.000    |
| 14-01-10 | Fenerbahçe SK - ZHVK Dinamo Moskva          | 3 - 2    | 20:25 | 14:25 | 25:23 | 25:18 | 15:13 | 99 - 104     | 2h:00   | 1.300    |
| 19-01-10 | ZHVK Dinamo Moskva - BKS Stal Bielsko-Biała | 3 - 1    | 25:17 | 25:18 | 22:25 | 25:19 |       | 97 - 79      | 1h:43   | 1.500    |
| 19-01-10 | VK Prostějov - Fenerbahçe SK                | 0 - 3    | 20:25 | 22:25 | 21:25 |       |       | 63 - 75      | 1:20    | 1.400    |

#### Sluttabell
| Pos | Lag                    | Poäng | Matcher | Matcher | Matcher   | Set   | Set       | Kvot  | Poäng | Poäng     | Kvot  |
| Pos | Lag                    | Poäng | Spelade | Vunna   | Förlorade | Vunna | Förlorade | Kvot  | Vunna | Förlorade | Kvot  |
| --- | ---------------------- | ----- | ------- | ------- | --------- | ----- | --------- | ----- | ----- | --------- | ----- |
| 1   | Fenerbahçe SK          | 12    | 6       | 6       | 0         | 18    | 2         | 9.000 | 474   | 390       | 1.215 |
| 2   | ZHVK Dinamo Moskva     | 10    | 6       | 4       | 2         | 14    | 11        | 1.273 | 556   | 535       | 1.039 |
| 3   | VK Prostějov           | 8     | 6       | 2       | 4         | 8     | 16        | 0.500 | 494   | 541       | 0.913 |
| 4   | BKS Stal Bielsko-Biała | 6     | 6       | 0       | 6         | 7     | 18        | 0.389 | 503   | 561       | 0.897 |

### Grupp D

#### Resultat
| Datum    | Mellan                                  | Resultat | Set   | Set   | Set   | Set   | Set   | Poäng totalt | Speltid | Åskådare |
| Datum    | Mellan                                  | Resultat | 1     | 2     | 3     | 4     | 5     | Poäng totalt | Speltid | Åskådare |
| -------- | --------------------------------------- | -------- | ----- | ----- | ----- | ----- | ----- | ------------ | ------- | -------- |
| 01-12-09 | CSU Metal Galați - MKS Muszyna          | 3 - 1    | 20:25 | 25:19 | 25:22 | 25:16 |       | 95 - 82      | 1h:38   | 800      |
| 03-12-09 | VK Zaretje Odintsovo - Asystel Volley   | 2 - 3    | 17:25 | 27:25 | 20:25 | 25:18 | 10:15 | 99 - 108     | 1h:56   | 1.350    |
| 10-12-09 | Asystel Volley - CSU Metal Galați       | 3 - 0    | 25:18 | 25:18 | 28:26 |       |       | 78 - 62      | 1h:19   | 1.152    |
| 10-12-09 | MKS Muszyna - VK Zaretje Odintsovo      | 3 - 0    | 25:20 | 25:19 | 25:22 |       |       | 75 - 61      | 1h:20   | 990      |
| 15-12-09 | CSU Metal Galați - VK Zaretje Odintsovo | 3 - 2    | 19:25 | 18:25 | 26:24 | 25:16 | 15:7  | 103 - 97     | 1h:46   | 500      |
| 17-12-09 | MKS Muszyna - Asystel Volley            | 3 - 0    | 25:15 | 25:14 | 25:9  |       |       | 75 - 38      | 1h:06   | 950      |
| 06-01-10 | Asystel Volley - MKS Muszyna            | 3 - 1    | 25:14 | 23:25 | 25:14 | 25:22 |       | 98 - 75      | 1:44    | 1.341    |
| 07-01-10 | VK Zaretje Odintsovo - CSU Metal Galați | 3 - 0    | 25:21 | 25:20 | 25:21 |       |       | 75 - 62      | 1h:19   | 800      |
| 13-01-10 | VK Zaretje Odintsovo - MKS Muszyna      | 3 - 0    | 25:19 | 25:21 | 25:22 |       |       | 75 - 62      | 1h:18   | 1.000    |
| 13-01-10 | CSU Metal Galați - Asystel Volley       | 0 - 3    | 19:25 | 20:25 | 18:25 |       |       | 57 - 75      | 1h:20   | 1.100    |
| 19-01-10 | Asystel Volley - VK Zaretje Odintsovo   | 2 - 3    | 25:20 | 21:25 | 19:25 | 25:23 | 9:15  | 99 - 108     | 1h:59   | 350      |
| 19-01-10 | MKS Muszyna - CSU Metal Galați          | 3 - 0    | 25:17 | 25:21 | 25:15 |       |       | 75 - 53      | 1h:12   | 1.000    |

#### Sluttabell
| Pos | Lag                  | Poäng | Matcher | Matcher | Matcher   | Set   | Set       | Kvot  | Poäng | Poäng     | Kvot  |
| Pos | Lag                  | Poäng | Spelade | Vunna   | Förlorade | Vunna | Förlorade | Kvot  | Vunna | Förlorade | Kvot  |
| --- | -------------------- | ----- | ------- | ------- | --------- | ----- | --------- | ----- | ----- | --------- | ----- |
| 1   | Asystel Volley       | 10    | 6       | 4       | 2         | 14    | 9         | 1.556 | 496   | 476       | 1.042 |
| 2   | MKS Muszyna          | 9     | 6       | 3       | 3         | 11    | 9         | 1.222 | 444   | 420       | 1.057 |
| 3   | VK Zaretje Odintsovo | 9     | 6       | 3       | 3         | 13    | 11        | 1.182 | 515   | 509       | 1.012 |
| 4   | CSU Metal Galați     | 8     | 6       | 2       | 4         | 6     | 15        | 0.400 | 432   | 482       | 0.896 |

## Tolftedelsfinal
Lottningen av tolftedelsfinaler skedde den 21 januari 2010 i Luxemburg, Luxemburg, i närvaro av CEV:s verkställande kommitté. Vid detta tillfälle valdes även den franska staden Cannes till arrangör av slutspelet ('Final Four'). Därigenom kvalificerade sig RC Cannes, vinnare av grupp A, automatiskt till semifinalen. Deras plats i lottningen togs av gruppspelets bästa fjärdelag, CSU Metal Galați, från grupp D.

### Match 1
| Datum    | Mellan                                    | Resultat | Set   | Set   | Set   | Set   | Set   | Poäng totalt | Speltid | Åskådare |
| Datum    | Mellan                                    | Resultat | 1     | 2     | 3     | 4     | 5     | Poäng totalt | Speltid | Åskådare |
| -------- | ----------------------------------------- | -------- | ----- | ----- | ----- | ----- | ----- | ------------ | ------- | -------- |
| 09-02-10 | MKS Dąbrowa Górnicza - Asystel Volley     | 2 - 3    | 22:25 | 18:25 | 27:25 | 25:23 | 13:15 | 105 - 113    | 2h:07   | 2.700    |
| 09-02-10 | ZHVK Dinamo Moskva - VK Zaretje Odintsovo | 0 - 3    | 20:25 | 17:25 | 19:25 |       |       | 56 - 75      | 1h:19   | 2.135    |
| 10-02-10 | CSU Metal Galați - Fenerbahçe SK          | 0 - 3    | 21:25 | 23:25 | 15:25 |       |       | 59 - 75      | 1h:17   | 1.300    |
| 11-02-10 | Vakıfbank GS - VK Universitet-Technolog   | 3 - 0    | 25:12 | 25:17 | 25:15 |       |       | 75 - 49      | 1h:01   | 500      |
| 11-02-10 | Volley Bergamo - MKS Muszyna              | 3 - 0    | 25:20 | 25:23 | 25:21 |       |       | 75 - 64      | 1h:13   | 1.112    |
| 11-02-10 | VK Prostějov - Robursport Volley Pesaro   | 1 - 3    | 28:30 | 25:19 | 22:25 | 24:26 |       | 99 - 100     | 1h:49   | 1.800    |

### Match 2
| Datum    | Mellan                                    | Resultat | Set   | Set   | Set   | Set   | Set  | Poäng totalt | Speltid | Åskådare |
| Datum    | Mellan                                    | Resultat | 1     | 2     | 3     | 4     | 5    | Poäng totalt | Speltid | Åskådare |
| -------- | ----------------------------------------- | -------- | ----- | ----- | ----- | ----- | ---- | ------------ | ------- | -------- |
| 16-02-10 | Asystel Volley - MKS Dąbrowa Górnicza     | 3 - 0    | 25:18 | 25:17 | 25:20 |       |      | 75 - 55      | 1h:07   | 1.570    |
| 17-02-10 | VK Universitet-Technolog - Vakıfbank GS   | 0 - 3    | 17:25 | 16:25 | 19:25 |       |      | 52 - 75      | 1h:14   | 2.300    |
| 18-02-10 | VK Zaretje Odintsovo - ZHVK Dinamo Moskva | 1 - 3    | 20:25 | 28:26 | 22:25 | 20:25 |      | 90 - 101     | 1h:41   | 2.000    |
| 18-02-10 | Fenerbahçe SK - CSU Metal Galați          | 3 - 0    | 25:15 | 27:25 | 25:20 |       |      | 77 - 60      | 1h:11   | 570      |
| 18-02-10 | MKS Muszyna - Volley Bergamo              | 3 - 2    | 21:25 | 16:25 | 25:21 | 25:21 | 15:8 | 102 - 100    | 1h:48   | 1.000    |
| 18-02-10 | Robursport Volley Pesaro - VK Prostějov   | 3 - 0    | 25:18 | 25:18 | 25:20 |       |      | 75 - 56      | 1h:05   | 820      |

### Kvalificerade lag
- Volley Bergamo
- Fenerbahçe SK
- Vakıfbank GS
- Asystel Volley
- VK Zaretje Odintsovo
- Robursport Volley Pesaro

## Spel om semifinalplatser

### Match 1
| Datum    | Mellan                                    | Resultat | Set   | Set   | Set   | Set   | Set   | Poäng totalt | Speltid | Åskådare |
| Datum    | Mellan                                    | Resultat | 1     | 2     | 3     | 4     | 5     | Poäng totalt | Speltid | Åskådare |
| -------- | ----------------------------------------- | -------- | ----- | ----- | ----- | ----- | ----- | ------------ | ------- | -------- |
| 02-03-10 | Vakıfbank GS - Asystel Volley             | 1 - 3    | 22:25 | 23:25 | 27:25 | 16:25 |       | 88 - 100     | 1h:54   | 750      |
| 04-03-10 | VK Zaretje Odintsovo - Fenerbahçe SK      | 0 - 3    | 20:25 | 15:25 | 24:26 |       |       | 59 - 76      | 1h:13   | 1.200    |
| 04-03-10 | Volley Bergamo - Robursport Volley Pesaro | 2 - 3    | 25:20 | 25:27 | 26:24 | 18:25 | 12:15 | 106 - 111    | 2h:07   | 1.790    |

### Match 2
| Datum    | Mellan                                    | Resultat | Set   | Set   | Set   | Set   | Set | Poäng totalt | Speltid | Åskådare |
| Datum    | Mellan                                    | Resultat | 1     | 2     | 3     | 4     | 5   | Poäng totalt | Speltid | Åskådare |
| -------- | ----------------------------------------- | -------- | ----- | ----- | ----- | ----- | --- | ------------ | ------- | -------- |
| 10-03-10 | Asystel Volley - Vakıfbank GS             | 3 - 0    | 25:22 | 25:22 | 25:23 |       |     | 75 - 67      | 1h:31   | 950      |
| 11-03-10 | Fenerbahçe SK - VK Zaretje Odintsovo      | 3 - 0    | 25:17 | 25:22 | 25:23 |       |     | 75 - 62      | 1h:21   | 1.480    |
| 11-03-10 | Robursport Volley Pesaro - Volley Bergamo | 1 - 3    | 18:25 | 22:25 | 25:20 | 22:25 |     | 87 - 95      | 1h:57   | 1.900    |

### Kvalificerade lag
- Volley Bergamo
- RC Cannes[2]
- Fenerbahçe SK
- Asystel Volley

## Final-four
Slutspelet  ägde rum i Cannes och matcherna ägde rum i Palais des Victoires. Semifinalerna spelades lördagen den 3 april, medan bronsmatchen och finalen spelades söndagen den 4 april.

### Slutspel
|  | Semifinaler    | Semifinaler |                |               | Final               | Final               |  |
|  |                |             |                |               |                     |                     |  |
|  | Fenerbahçe SK  | 3           |                |               |                     |                     |  |
|  | Fenerbahçe SK  | 3           |                |               |                     |                     |  |
|  | RC Cannes      | 2           |                |               |                     |                     |  |
|  | RC Cannes      | 2           |                | Fenerbahçe SK | 2                   |                     |  |
|  |                |             |                | Fenerbahçe SK | 2                   |                     |  |
|  |                |             | Volley Bergamo | 3             |                     |                     |  |
|  | Asystel Volley | 1           | Volley Bergamo | 3             |                     |                     |  |
|  | Asystel Volley | 1           |                |               |                     |                     |  |
|  | Volley Bergamo | 3           |                |               | Match om tredjepris | Match om tredjepris |  |
|  | Volley Bergamo | 3           |                |               |                     |                     |  |
|  |                |             |                |               |                     |                     |  |
|  |                |             |                |               | RC Cannes           | 3                   |  |
|  |                |             |                |               | RC Cannes           | 3                   |  |
|  |                |             |                |               | Asystel Volley      | 0                   |  |

#### Resultat
| Datum    | Mellan                          | Resultat | Set   | Set   | Set   | Set   | Set   | Poäng totalt | Speltid | Åskådare |
| Datum    | Mellan                          | Resultat | 1     | 2     | 3     | 4     | 5     | Poäng totalt | Speltid | Åskådare |
| -------- | ------------------------------- | -------- | ----- | ----- | ----- | ----- | ----- | ------------ | ------- | -------- |
| 03-04-10 | Fenerbahçe SK - RC Cannes       | 3 - 2    | 18:25 | 25:19 | 25:18 | 17:25 | 23:21 | 108 - 108    | 2h:03   | 4.000    |
| 03-04-10 | Asystel Volley - Volley Bergamo | 1 - 3    | 20:25 | 25:21 | 19:25 | 15:25 |       | 79 - 96      | 1h:43   | 3.500    |
| 04-04-10 | RC Cannes - Asystel Volley      | 3 - 0    | 26:24 | 25:19 | 25:18 |       |       | 76 - 61      | 1h:12   | 3.500    |
| 04-04-10 | Fenerbahçe SK - Volley Bergamo  | 2 - 3    | 22:25 | 21:25 | 25:22 | 25:20 | 9:15  | 102 - 107    | 2h:06   | 4.000    |

## Individuella utmärkelser
| Utmärkelse              | Namn                | Lag            |
| ----------------------- | ------------------- | -------------- |
| Mest värdefulla spelare | Francesca Piccinini | Volley Bergamo |
| Bästa poängvinnare      | Ekaterina Gamova    | Fenerbahçe SK  |
| Bästa anfallare         | Nadia Centoni       | RC Cannes      |
| Bästa blockare          | Victoria Ravva      | RC Cannes      |
| Bästa servare           | Nataša Osmokrović   | Fenerbahçe SK  |
| Bästa passare           | Eleonora Lo Bianco  | Volley Bergamo |
| Bästa mottagare         | Antonella Del Core  | Volley Bergamo |
| Bästa libero            | Enrica Merlo        | Volley Bergamo |